# Joseph Marie (député)
Joseph Marie, né à Ria (Pyrénées-Orientales) en 1744, où il est mort le 8 novembre 1834, est un député de l'Assemblée nationale législative de 1791.

## Biographie
Alors administrateur du district de Prades, Joseph Marie assiste le 21 avril 1789 à l'Assemblée générale de la noblesse du Roussillon en vue de l'élection des députés aux États généraux. Il est le second sur cinq à être élu député des Pyrénées-Orientales le 30 août 1791, après vote des 140 présents, et prête serment à Paris le 4 octobre 1791. Politiquement, Joseph Marie siège à l'Assemblée nationale dans le groupe du Marais, parmi les modérés.
Le 17 octobre 1791, Joseph Marie est nommé membre du Comité des secours publics.
Marié à Magdeleine Balanda, Joseph Marie meurt toutefois sans descendance à une date inconnue.

## Mandat
- 30 août 1791 - 20 septembre 1792 : Député des Pyrénées-Orientales à l'Assemblée nationale législative[3].